# Rob Barff

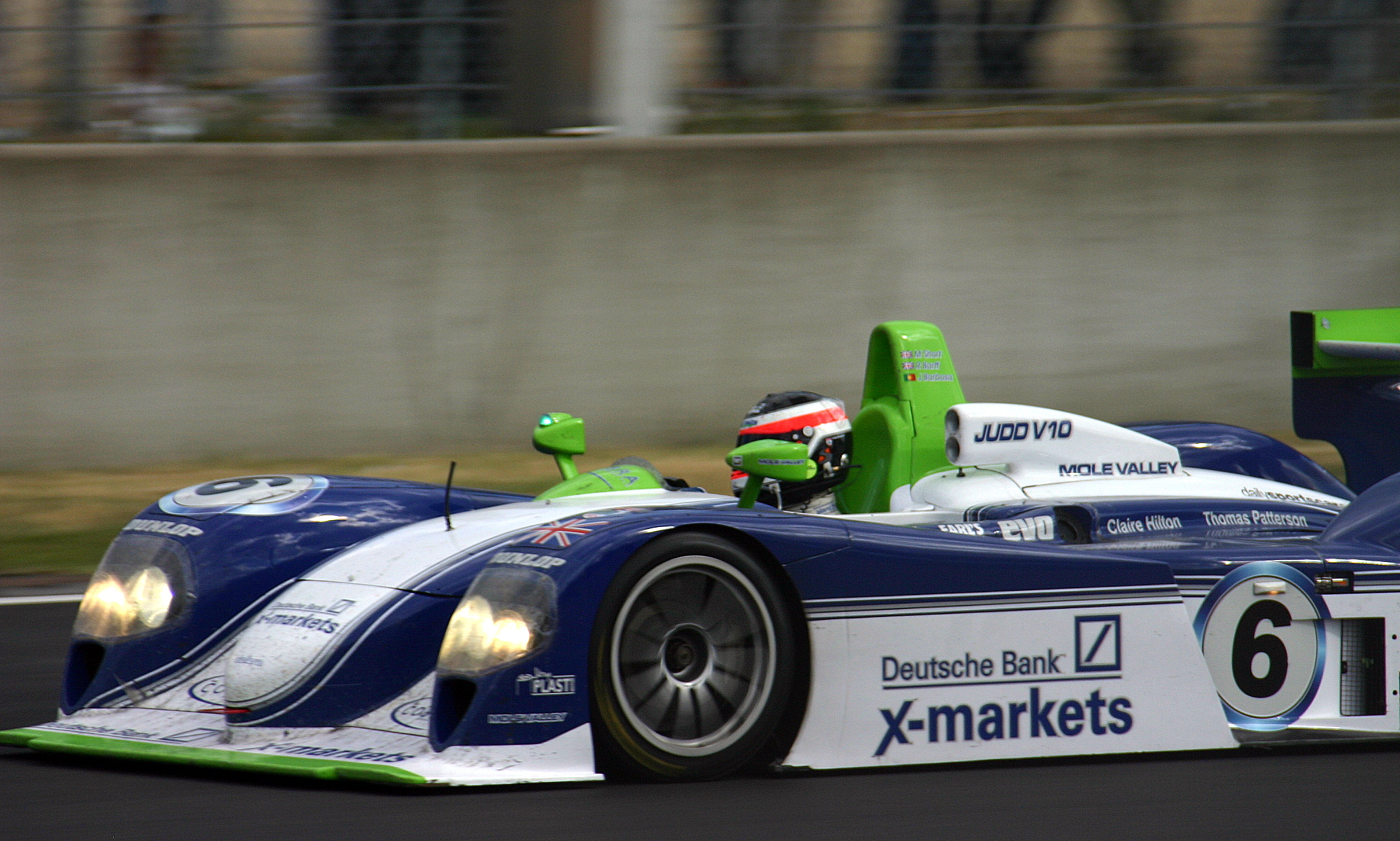
Rob Barff im Dallara LMP beim 24-Stunden-Rennen von Le Mans 2004

Robert Allan „Rob“ Barff (* 16. November 1974 in Padstow) ist ein ehemaliger britischer Autorennfahrer.

## Karriere im Motorsport
Rob Barff ist ein international bekannter GT- und Sportwagenpilot. In den 2000er-Jahren war er bei den 24-Stunden-Rennen von Le Mans und Daytona sowie dem 12-Stunden-Rennen von Sebring am Start. Er pilotierte LMP1- und LMP2-Prototypen in der American- und European Le Mans Series.
Barff begann seine professionelle Karriere 2000 auf einem TVR Cerbera für Rollcentre Racing in der britischen GT-Meisterschaft, nachdem er 1993 einige Rennen in der Formel Ford bestritten hatte. Die Saison 2002 beendete er mit Partner Michael Caine als dritter der Gesamtwertung. 2011 sicherte er sich die Gesamtwertung der GT Trophy UK Endurance Series und gewann 2015 die A6-Klasse beim 24-Stunden-Rennen von Dubai. Diese Platzierung, herausgefahren mit Matt Griffin, Jordan Grogor und Mohammed Jawa auf einem Ferrari 458 Italia GT3, war der dritte Rang in der Gesamtwertung.

## Statistik

### Le-Mans-Ergebnisse
| Jahr | Team                       | Fahrzeug         | Teamkollege  | Teamkollege     | Platzierung | Ausfallgrund     |
| ---- | -------------------------- | ---------------- | ------------ | --------------- | ----------- | ---------------- |
| 2003 | Dewalt Racesport Salisbury | TVR Tuscan T400R | Richard Hay  | Richard Stanton | Ausfall     | Kraftübertragung |
| 2004 | Rollcentre Racing          | Dallara SP1      | Martin Short | João Barbosa    | Ausfall     | Defekt           |

### Sebring-Ergebnisse
| Jahr | Team                       | Fahrzeug         | Teamkollege  | Teamkollege     | Platzierung | Ausfallgrund |
| ---- | -------------------------- | ---------------- | ------------ | --------------- | ----------- | ------------ |
| 2003 | DeWalt Racesport Salisbury | TVR Tuscan T400R | Richard Hay  | Richard Stanton | Rang 20     |              |
| 2004 | Rollcentre Racing          | Dallara LMP      | João Barbosa | Martin Short    | Rang 5      |              |